# René Musset
René Musset est un géographe français né le 30 septembre 1881 à Melun et mort le 2 février 1977 à Caen. Il est le père de l'historien Lucien Musset.
Il entre à l'école normale supérieure en 1902 et obtient l'agrégation d'histoire-géographie en 1905. 
Il soutient sa thèse le 2 décembre 1917 à la Sorbonne sur la géographie du Bas-Maine, avec comme thèse complémentaire une étude de type historique sur l’élevage du cheval. Il commence sa carrière à l'université de Rennes en 1919 puis rejoint à l'université de Caen en 1933. Il est doyen de la faculté de Lettres de 1937 à 1954. 
Il s'est intéressé aux régions de l'ouest de la France. 
Il est arrêté par les Allemands le 7 mai 1942 dans le cadre de la répression des déraillements d'Airan et déporté à Sachsenhausen, puis transféré à celui d’Oranienburg jusqu’en janvier 1945 et enfin à Buchenwald jusqu'à la libération du camp par les Alliés.
Il revient à Caen en octobre 1945 et reprend l'enseignement. Il part à la retraite en 1957.
Il meurt à Caen le 2 février 1977.

## Principales œuvres
- Le Bas Maine. Étude géographique, Paris, Armand Colin, 1917, 496 p.
- La Bretagne, Armand Colin, 1937, 216 p.
- La Normandie, Paris, Armand Colin, 1960, 220 p.
- René Musset, « La vernalisation ou iarovisation », Annales de Géographie, vol. 47, no 265,‎ 1938, p. 87-88